# PSPF Commercial Towers
Las PSPF Commercial Towers son dos torres gemelas situadas en la ciudad de Dar es Salaam, la capital de Tanzania. Ambas miden 153 metos de altura, tiene 35 pisos y fueron inauguradas en 2014. En el momento de su construcción fueron los edificios más altos de la ciudad y del país, pero fueron superadas en 2016 por el Tanzania Ports Authority Headquarters. En la actualidad son el décimo y el undécimo edificios más altos de África.